# Siebe Gorman

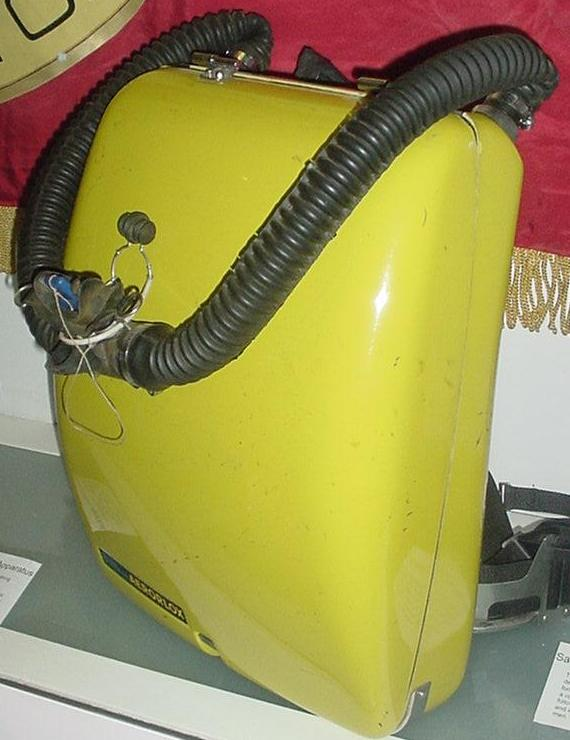
Кислородный ребризер Siebe Gorman Aerorlox

Siebe Gorman & Company Ltd — британская компания, которая разрабатывала водолазное и дыхательное снаряжение, а также занималась профессиональными водолазными работами и спасательными операциями в море. Сама компания представляла себя в рекламе как «подводные инженеры».
Компания основана Августом Сибе (англ. Augustus Siebe, 1788 — 15.04.1872), британским инженером немецкого происхождения, наиболее известным своими разработками в области водолазного снаряжения.

## История
- 1788: Август Сибе родился в Саксонии, Германия. Полное имя — Христиан Август Сибе.[1][2]
Учился в Берлине, в частности на литейщика латуни.
- 1812: Служил офицером артиллерии в битве под Лейпцигом, где едва избежал смерти.
- 1815: Служил офицером артиллерии в прусской армии в битве при Ватерлоо.
- 1816: После войны переехал в Лондон, Англия.
Здесь он работал часовщиком, оружейником, производил инструменты, и в итоге стал инженером.
- 1819: Август Сибе начал свою карьеру как инженер-механик. Он торговал как Август Сибе, отбросив имя Христиан. В течение нескольких лет работы он изобрёл несколько новых устройств и приспособлений.
- 1819: Август Сибе женился на Сюзанне Глиддон.
- 1819: Он изобрёл первое казнозарядное огнестрельное оружие.
- 1823: Он получил медаль Vulcan за создание метчика для нарезания резьбы.
- 1830: У Сибе появилась дочь Мари Сибе.
Позже, Уильям Август Горман (бывш. О’Горман) (Ирландский капитан) женился на ней.

### Первый интерес к водолазному снаряжению

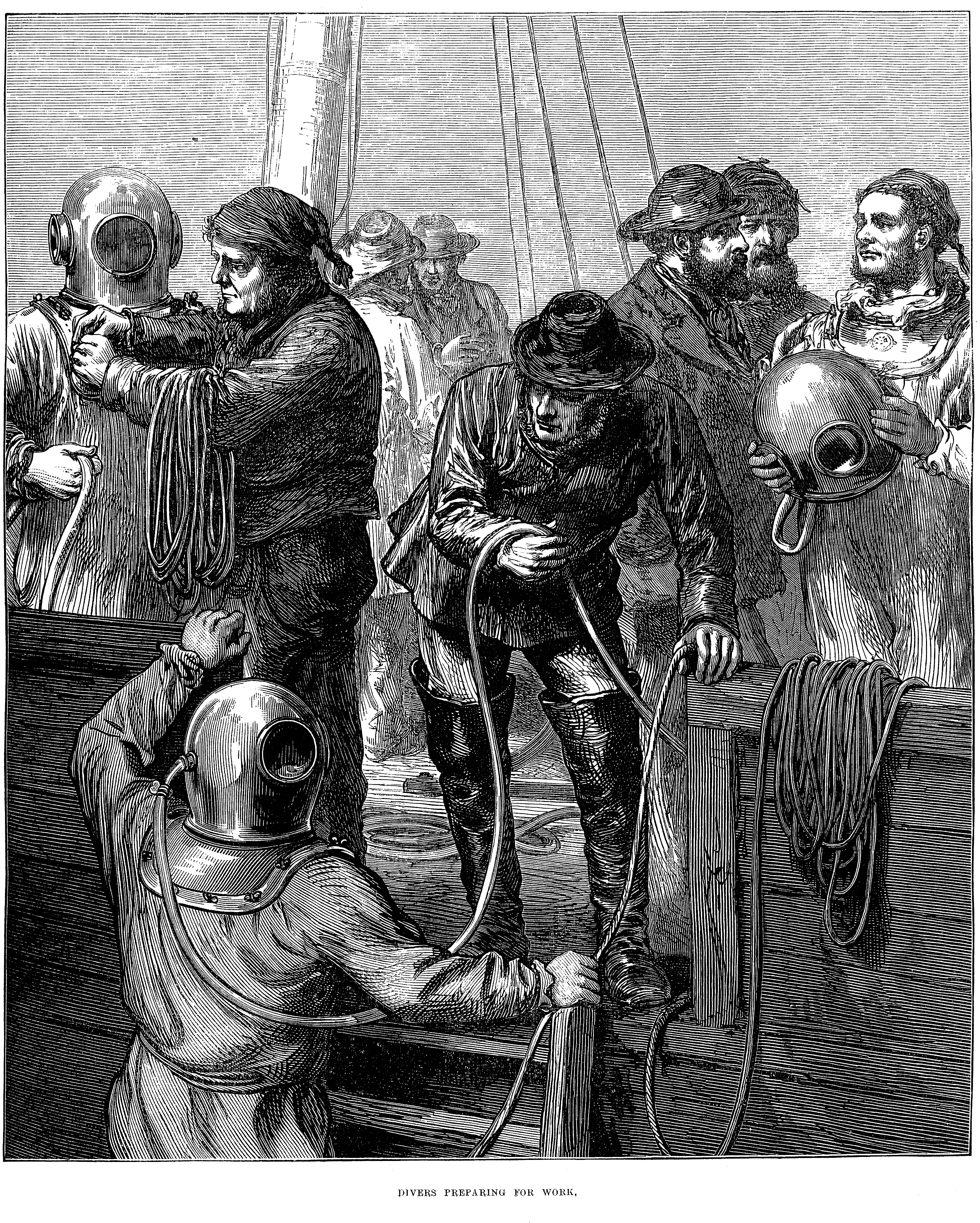
Водолазные костюмы Сибе 1873 года.

- 1830: изобретатели, братья Джон и Чарльз Дин попросили Сибе создать аналог их шлема против дыма для подводного использования.[1] Позже они снова обратились к нему для производства большего количества таких шлемов. Улучшая свои устройства вместе с Джорджем Эдвардсом (англ. George Edwards), Сибе создал свой собственный концепт водолазного шлема. Но настоящим прорывом стало наличие клапана в шлеме.
- 1831: Сибе арендовал дом на 5 Denmark Street, где прожил оставшуюся жизнь.
- 1856: Сибе подал заявление и получил британское гражданство.
- 1868: Он выкупил дом.
- 1868: Сибе ушёл на пенсию из-за возраста и болезней. К этому времени четверо из его пяти сыновей уже умерли.
- 1870: Август Сибе передал свои дела сыну, Генри Герапату Сибе англ. Henry Herapath Siebe, и мужу дочери Уильяму Горману. С этого года они вели деятельность под брендом «Siebe & Gorman».
- 15 апреля 1872: Август Сибе скончался от хронического бронхита.
Он был похоронен на кладбище Вест Норвуд (англ.).
- 1876: Сибе и Горман перенесли офис на 17 Масон Стрит (сейчас Бонифейс Стрит, англ. Boniface Street), Вестминстер-Брижд-роад, Ламбет, Лондон.[3]
- 1878: Генри Флюсс вместе с Siebe Gorman создает первый кислородный ребризер.
- 1880: Компания меняет своё имя на Siebe Gorman & Co.
- Январь 1882: Роберт Дэвис (1870—1965) в возрасте 11 лет начинает работать в Siebe Gorman курьером. Через десятки лет, научившись здесь водолазному делу, он также стал изобретателем.
- 1887: Генри Сибе умер в возрасте 57 лет.
- 1894: Роберт Дэвис получил должность генерального директора компании.

### XX век

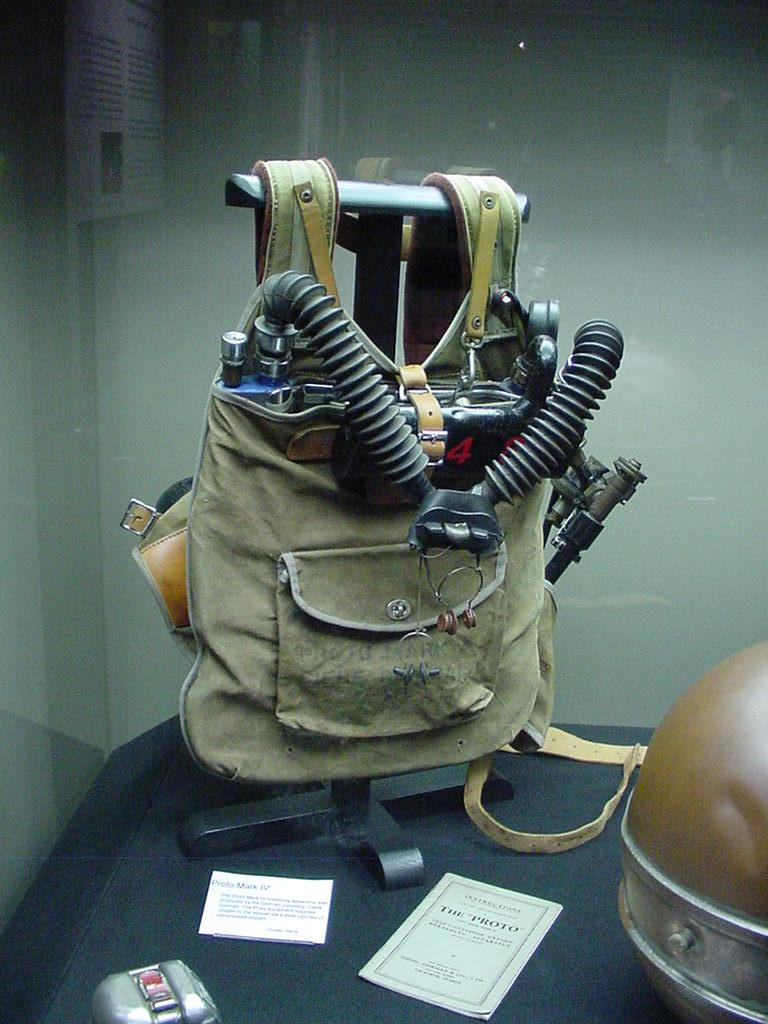
Ребризер Siebe Gorman Proto

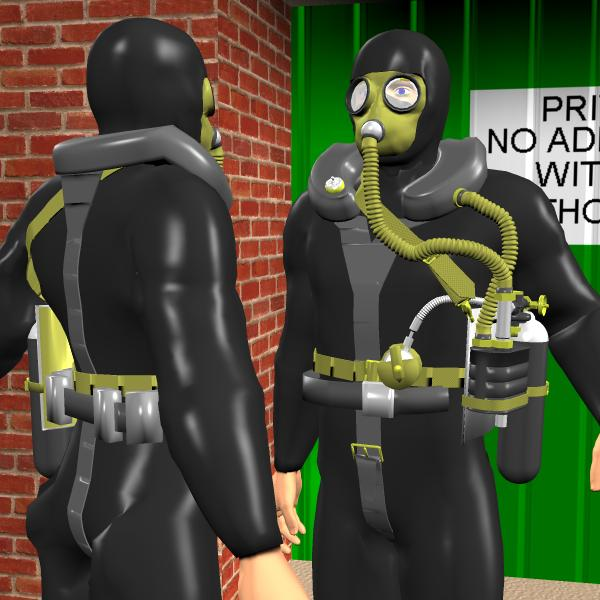
Компьютерная модель Siebe Gorman Salvus

- Сентябрь 1900: Роберт Генри Дэвис женился на Маргарет Тиррелл (англ. Margaret Tyrrell).
- 1901: У Дэвиса появляется сын Роберт Уильям Горман Дэвис.
Повзрослев сын Роберта Генри Дэвиса стал инженером и также присоединился к компании.
- 14 февраля 1904: Уильям Горман в возрасте 69 лет, неожиданно умер. (Похоронен у церкви Claygate в Суррей.)
Компания становится частной компанией «Siebe Gorman & Co. Ltd.».
- 1905: Британское Адмиралтейство созывает первый Комитет по глубоководному дайвингу.
  - 1907: В результате появляются первые стандарты по водолазному делу. Адмиралтейство приглашает Siebe Gorman к сотрудничеству в разработке улучшенного водолазного снаряжения.
- 1907: Первый промышленный ребризер Siebe Gorman Proto выходит в серийное производство.
Чуть позже появляются Siebe Gorman Salvus и спасательный аппарат Дэвиса.
- 1930: Адмиралтейство созывает второй Комитет по глубоководному дайвингу.
- 1932: Король Георг V посвящает Роберта Дэвиса в рыцари за заслуги, связанные в основном с изобретением спасательного аппарата Дэвиса.
- 1938: Роберт Дэвис для расширения производства покупает 6 акров земли в Толворте недалеко от Чессингтона. Новое здание было названо Neptune Works.

### Вторая мировая война
- Май 1941: Завод Siebe Gorman в Ламбете был разрушен во время бомбардировки, что стало причиной существенных потерь для компании.
- 1941: Компания, уже размышлявшая о том, чтобы покинуть Лондон, полностью перебирается в Чессингтон, возобновляя производство.

### После войны
- 1948: Siebe Gorman выпустило акваланг серии «Tadpoles» (рус. Головастики).
- ок. 1950: пик производства стандартной водолазной экипировки, после которого прогресс в технологиях подводного плавания останавливается и дела компании ухудшаются, прибыль Siebe Gorman к началу 1960-х уменьшилась вдвое.
- 1951: Бирмингемский университет присвоил Роберту Дэвису почётную степень Honoris causa.
- 1952: Siebe Gorman стало обществом с ограниченной ответственностью, а Роберт Дэвис её генеральным директором.
- 1952: Компания Marconi вместе с Siebe Gorman создали подводные камеры.
- 1953: Некоторые спортсмены-дайверы находят способ пользоваться газом из баллонов без специальных устройств. С распространением этих знаний была разрушена монополия на создание подводных аппаратов.
- 1954: Siebe Gorman начал выпуск подводного снаряжения марки Aqualung Кусто-Ганьяна, а также спортивное снаряжение.
- ок. 1955: Siebe Gorman прекращает выпуск стандартного водолазного снаряжения.
- 1959: Fairey Aviation Company покупает Siebe Gorman.
- 1960-е: Siebe Gorman начинает выпуск водолазного снаряжения на общедоступных рынках под маркой Essgee (Essjee), хотя ранее подобной снаряжение выпускалось только для водолазных работ и морского флота. Также компания продолжает выпуск водолазных колоколов и барокамер.
- 1961: Siebe Gorman выпускает снаряжение под брендом компании Heinke (англ.). Некоторые серии выходили под брендом «Siebe-Heinke».
- 29 марта 1965: Роберт Дэвис умер у себя дома в возрасте 94 лет.
- 1967-1968: Siebe Gorman прекратило использование бренда «Siebe Heinke».
- 1975: Siebe Gorman переехало в Кумбран в Уэльсе. Основной деятельность компании становится выпуск дыхательных аппаратов для спасательных и пожарных служб.
- 1985: Основную компанию Siebe plc перекупает CompAir. Основной деятельностью становится выпуск сжатого воздуха для водолазного и пожарного снаряжения.
Между 1985 и 1998: Siebe plc купила несколько небольших фирм.
- В 1998 году Siebe plc продало Siebe Gorman компании Norcross Safety Products.
- В конце 1998: Norcross закрыло завод в Кумбране и перенесла производство дыхательных аппаратов в Дакинфилд близ Манчестера.
- В конце 1999: Norcross продало Siebe Gorman концерну иранского предпринимателя Парвису Морадифору (англ. Parvis Moradifor). Компания была переименована в Air Master Technology Limited (AMtec).

### XXI век
- 2000: AMtec переносит производство в Суиндон в Уилтшире.
- 2001: AMtec прекращает свою деятельность и продает активы вместе с именем Siebe Gorman малайзийскому концерну, который продолжает выпускать в Малайзии дыхательные аппараты[4][5] под брендом «The Siebe Gorman Company (Malaysia)».